# Uden War Cemetery

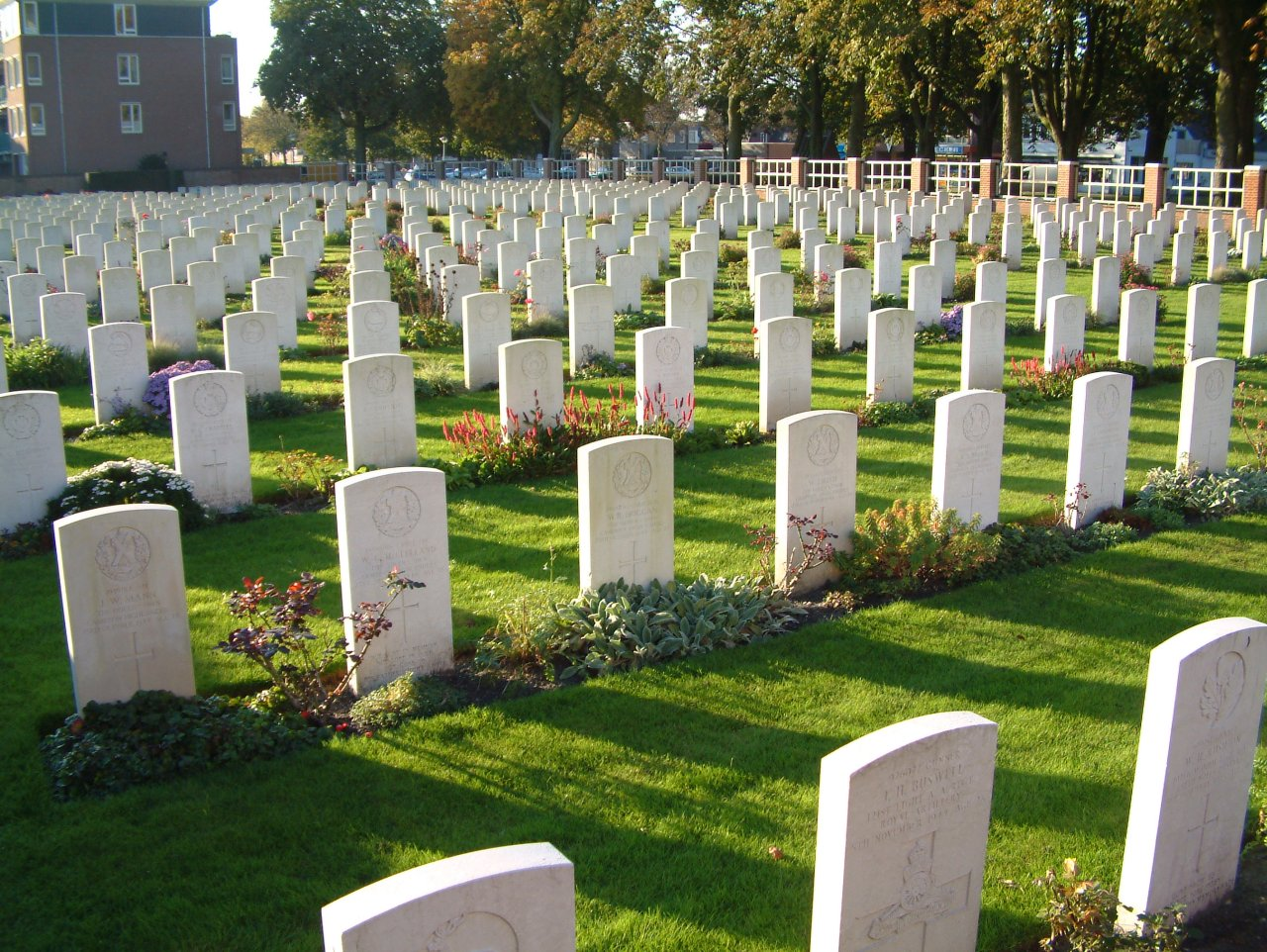
Uden War Cemetery

Uden War Cemetery is een Brits ereveld gelegen aan de Burgemeester Buskensstraat in Uden in de Nederlandse provincie Noord-Brabant.
Er liggen 703 slachtoffers uit de Tweede Wereldoorlog. Zij zijn allen afkomstig uit landen van het Gemenebest, met uitzondering van twee Polen.
Van vier doden is de identiteit onbekend.
De doden zijn deels afkomstig uit de rooms-katholieke begraafplaats en de aangrenzende tuin van de plaatselijke pastoor; ruim 100 graven werden daarvandaan verplaatst.
Op de begraafplaats staat een herdenkingskruis (Cross of Sacrifice) naar ontwerp van Sir Reginald Blomfield.
Het is uitgevoerd in natuursteen, en er is een bronzen zwaard op aangebracht.
De Commonwealth War Graves Commission is verantwoordelijk voor de begraafplaats.
Er zijn een register en een gastenboek aanwezig.
De begraafplaats is aangemerkt als gemeentelijk monument.